# Имуно посредоване неуропатије
Имуно посредоване неуропатије су поремећаји у раду нервног система који могу утицати на било који његов део. Сматра се да је мијелин примарна мета имунолошког напада код ових поремећаја, иако су познате и аксонске варијанте.  Ове неуропатије се могу поделити у два општа типа. Један тип  је имунолошки посредована демијелинизирајућа неуропатије, а други тип  се састоји од васкуларне неуропатије (системске или несистемске), која је узрокована инфламаторном васкулопатијом која утиче на епинеуријске и перинеуријске судове малог и средњег пречника, што доводи до нервне исхемије или инфаркта.

## Значај
Процена да нпр. велики број пацијената са  хроничном инфламаторном демијелинизирајућом полинеуропатијом (ХИДП), остаје недијагностикован и нелечен, говори о важност познавања ове патологије Други тип се састоји од васкулитичке неуропатије (системске или несистемске), која је узрокована инфламаторном васкулопатијом која утиче на епинеуријске и перинеуријске судове малог и средњег пречника, што доводи до нервне исхемије или инфаркта. 

## Врсте
Имуно  посредоване неуропатије могу се поделити у два у два општа типа:

### Први тип
У овај тип имуно  посредоване неуропатије спадају:
- Акутна инфламаторна демијелинизирајућа полирадикулонеуропатију (АИДП) укључујући и   Гилен Бареов синдром.[4][5]
- Хронична инфламаторна демијелинизирајућа полинеуропатија (ХИДП).
- Мултифокална моторна неуропатија (МФН)
- Сродни поремећаји (неуропатије повезане са ИгМ моноклонским недетерминисаним знаком гамопатије)

### Други тип
У овај тип имуно  посредоване неуропатије спадају: вскуларне  неуропатије (системске или несистемске), узроковане инфламаторном васкулопатијом која утиче на епинеуријске и перинеуријске крвне судове малог и средњег пречника, што доводи до нервне исхемије или инфаркта

## Етиопатогенеза
Верује се да је аутоимуно оштећење периферних нерава посредовано и антителима усмереним против мијелинских антигена и аутореактивних Т ћелија и макрофага који нападају мијелински омотач или аксоналне мембране. Аутопсије пацијената са Гилен-Бареовим синдромом су показале периваскуларне и ендонеуралне инфламаторне инфилтрате Т ћелија и макрофага кроз нерве, корене или плексусе заједно са сегментном демијелинизацијом посредованом макрофагима.
Аутоантитела на различите ганглиозиде којих има у изобиљу у аксонима се често налазе код пацијената (у 80-90%) са Милер-Фишероовим подтипом (GQ1b, GT1a) или аксоналном варијантом (GM1, GD1a) Гилен-Бареов синдром, али врло ретко су најчешћи демијелинизујући подтип.
Код 15–20% пацијената са хроничном инфламаторну демијелинизирајућом полинеуропатијом (ХИДП) детектована су ауто-антитела у серуму на неколико протеина у нодалним или паранодалним регионима периферних нерава (као што су CASPR1, contactin1 и NF155) који одржавају везивање аксон-Шванових ћелија или аксон-мијелина. Ова аутоантитела могу да активирају аксоналну дегенерацију посредовану комплементом и макрофагом, демијелинизацију и поремећај нодалне архитектуре.

## Клиничка слика
Имуно посредована неуропатија се клинички карактерише претежно сензорном демијелинизирајућом неуропатијом.  Полако напредује и има бољу прогнозу од других хроничних имунопосредованих неуропатија. Понекад се може јавити постурални неуропатски тремор горњих екстремитета.

## Терапија
Генерално, два главна ослонца лечења у ИПН су: 
Супортивна нега
Нега је кључна за спречавање компликација које могу настати услед имобилизације, као што су тромбемболија и инфекције. Пнеумонија је честа, посебно код пацијената који имају значајну слабост булбара. Профилактичка антикоагулација, заједно са пажљивим праћењем и раним лечењем антибиотиком, може помоћи да се смањи ризик од таквих компликација. Кад год је то могуће, пацијенти са ГБС-ом треба да буду примљени у интензивну интензивну терапију која има искуства у лечењу ИПН. Приближно једној трећини пацијената потребна је респираторна помоћ. Праћење виталног капацитета и фреквенције дисања може идентификовати предстојећу респираторну инсуфицијенцију. Када су захваћена аутономна влакна и када се примети бради-аритмија, може бити потребна привремена употреба пејсмејкера. Даље мере подршке укључују физиотерапију и рану рехабилитацију.
Имуномодулаторно лечење
Тренутно постоје два „узрочна“ третмана за ИПН . Размена плазме и интравенски имуноглобулини (ИВИг) који су показали  корисне ефекте у великим рандомизованим студијама ИПН. Иако се оба третмана сматрају једнаким у смислу ефикасности, ИВИг је тренутно фаворизован у већини центара због лакше доступности, руковања и повољнијег профила нежељених ефеката.